# Gare du Bahot
Gare du Bahot vasútállomás Franciaországban, Lépine településen.

## Vasútvonalak
Az állomást az alábbi vasútvonalak érintik:
- d'Aire-sur-la-Lys–Berck-Plage-vasútvonal

## Kapcsolódó állomások
A vasútállomáshoz az alábbi állomások vannak a legközelebb: